# Anomala winkleri
Anomala winkleri är en skalbaggsart som beskrevs av Ohaus 1911. Anomala winkleri ingår i släktet Anomala och familjen Rutelidae. Inga underarter finns listade i Catalogue of Life.